# Freunde von Prokon
Der Freunde von Prokon e. V. (FvP) ist ein eingetragener Verein mit Sitz in Dortmund, der im Januar 2014 aufgrund der Insolvenz der Windenergiegesellschaft Prokon Regenerative Energien GmbH von Anlegern gegründet wurde und sich erfolgreich für eine Umwandlung des Unternehmens in eine Genossenschaft einsetzte. In dem Insolvenzverfahren von Prokon, einem der größten in der deutschen Wirtschaftsgeschichte, kam dem Verein eine bedeutende Rolle zu und die Freunde von Prokon erlangten bundesweite Bekanntheit.
Stand Juni 2019 hat der Verein zirka 9.450 Mitglieder. Diese sind über das gesamte Bundesgebiet verteilt, wenige Mitglieder sind im europäischen Ausland ansässig. Als weiteres Ziel haben sich die Freunde von Prokon das Engagement für Energieerzeugung in Bürgerhand gesetzt.

## Ziele
Der Verein hat sich der Unterstützung des klimaschützenden Umbaus der Energieversorgung verschrieben. Speziell verfolgt er die Förderung regenerativer Energien auf Basis von genossenschaftlichen oder rechtlich vergleichbaren Gesellschaftsformen. Aufgrund seiner Geschichte und wegen des entsprechenden finanziellen Engagements eines Großteils seiner Mitglieder besteht eine besondere Beziehung zur Prokon Regenerative Energien eG mit Sitz in Itzehoe.

## Geschichte
Als sich im November 2013 Liquiditätsprobleme der Prokon GmbH abzeichneten, bildete sich zunächst ein kleiner Kreis von Prokon-Genussrechtsinhabern mit dem Ziel, das kriselnde Unternehmen zu unterstützen. Aus diesem informellen Zusammenschluss von Genussrechtsinhabern entstand im Januar 2014 der Verein. Nach seiner Gründung am 24. Januar 2014 traten neben dem ursprünglichen Personenkreis weitere Prokon-Anleger ein.
Am 22. Januar 2014 beantragte Prokon die Eröffnung eines Insolvenzverfahrens. Es gab insgesamt etwa 100.000 Gläubiger, darunter rund 75.000 Anleger mit einem Genussrechtskapital von rund 1,4 Mrd. Euro. Der Verein ließ sich von der Rechtsanwältin Dorothee Madsen (zu jener Zeit von der Dortmunder Kanzlei Kebekus et Zimmermann) vertreten. Nach eigenen Angaben bildete der Verein bei der ersten Gläubigerversammlung am 22. Juli 2014 mit einem durch Madsen vertretenen Genussrechtskapital in Höhe von fast 427 Millionen Euro die stärkste Gläubigergemeinschaft.
Die Begleitung des Insolvenzverfahrens durch den Verein bestand zunächst darin, dass er den Anstoß zur Entwicklung des Genossenschafts-Insolvenzplans gab. Dieser beinhaltete die Umwandlung der GmbH in eine eingetragene Genossenschaft. Auch sonst beteiligte sich Freunde von Prokon unter Zuhilfenahme externer Berater und mit Unterstützung aus dem Bereich des Genossenschaftswesens durch Vorschläge und Ideen im Gläubigerausschuss.
Bei der zweiten Gläubigerversammlung am 2. Juli 2015 in Hamburg wurde der Genossenschaftsinsolvenzplan mit großer Mehrheit angenommen, so dass der Alternativplan, der eine Übernahme von Prokon durch EnBW Energie Baden-Württemberg vorsah, nicht zum Zuge kam. Damit hatte der Verein sein über 18 Monate hinweg angestrebtes Ziel erreicht.
Nach Abschluss des Prokon-Insolvenzverfahrens öffnete sich der Verein für alle Interessierten. Die Mitgliedschaft ist seither nicht mehr abhängig von einer Verbindung zur ehemaligen Prokon Regenerative Energien GmbH. In seiner Hammer Erklärung vom 20. September 2015 machte der Verein deutlich, dass er sich auch in die Energiewende-Bewegung einbringen will. Kontakte zu anderen Akteuren dieser Bewegung hat der Verein seitdem aufgebaut beziehungsweise vertieft. Der Verein ist Mitglied im Bundesverband Windenergie, beim Bund der Energieverbraucher und bei Eurosolar. Zwei Mitglieder des Vorstands gehören dem Rat für Bürgerenergie des Bündnisses Bürgerenergie e. V. an; der Vorsitzende Wolfgang Siegel ist Mitautor des Bremer Manifests, das vom Verein unterstützt wird.